# アイバル
アイバル（発音記号: [ˈaɪvɑːr];  マケドニア語: aјвар; セルビア語キリル・アルファベット: ajвар; 英: Ajvar）は、主に赤パプリカと植物油から作る調味料の一種である。他にニンニク、ナス、唐辛子等が含まれることもある。アイバルはバルカン諸国の食文化で用いられる。セルビアでは古くから「セルビアのサラダ」や「セルビアの野菜キャビア」と呼ばれてきた。第二次世界大戦後には旧ユーゴスラビア全域で人気のある副菜となり、現在は東南ヨーロッパ全体でよく食べられている。
家庭では、素焼きや網焼きもしくはオーブン焼きなどで火を通したパプリカから作る。パプリカに含まれるカプサイシンの量や加える唐辛子の量に応じ、伝統的な甘口から最も一般的なピリ辛のもの、また非常に辛いルーテニッツァまで辛さを調整する。パン用のスプレッドや副菜として食べられる。トマトを加えたものはピンジュルと呼ばれる。

## 語源と起源
ajvarという名前は、トルコ語で「塩漬けの魚卵」を意味するhavyarに由来し、語源はキャビア (caviar) と共通である。20世紀までチョウザメが黒海からベルグラードまで遡上しており、ドナウ川でかなりの量のキャビアが生産されていた。アイバルはかつて「キャビア」を意味し、かつてはベルグラードの家庭やレストランでは豊富に採れる国産品を食べていた。しかし1890年代に労働争議のためにキャビア生産が不安定になり始めると、ベルグラードのレストランで代用品としてパプリカのサラダを「赤アイバル」(セルビア語: crveni ajvar) や「セルビアのアイバル」(セルビア語: srpski ajvar) という名前で提供するようになった。
ではアイバルの起源はどこかというと、マセドニア北部説とセルビア説があり、結論は出ていない。

## 作り方

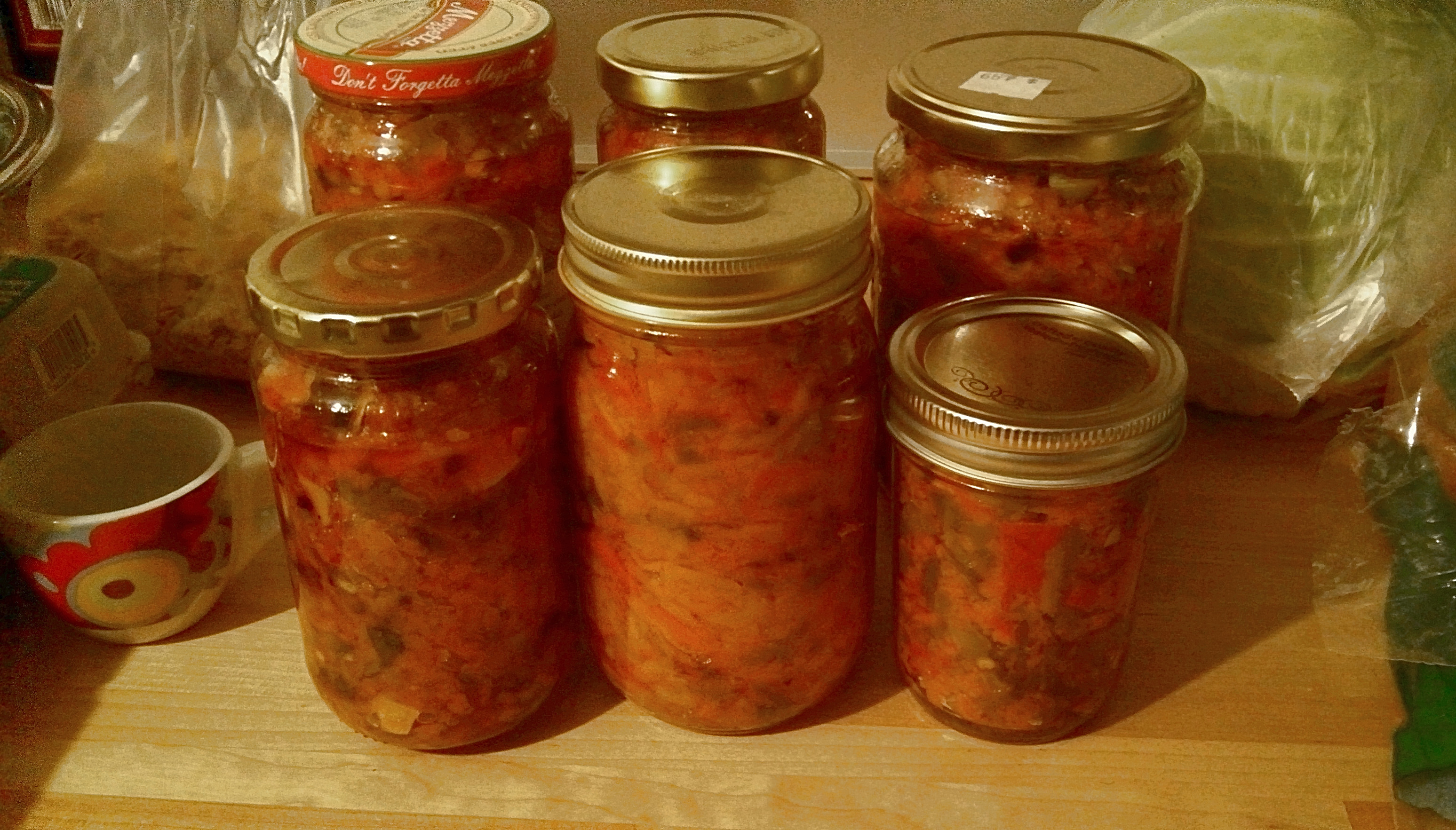
家庭の食品庫から取り出したアイバルの瓶詰め。その他のピクルスも見える。

家庭では焼いて皮を剥いたパプリカから作るが、工場ではパプリカをゆでて用いるため、品質が低くなる。ローストするとパプリカの皮むき等の工程で手間が増えるため、工場生産では避けがちである。伝統的なアイバル作りは、原料のパプリカが最も手に入りやすい秋の半ばが最盛期である。ガラス瓶に詰めて保存食として一年中消費されたが、多くの家庭では新鮮なサラダ野菜が手に入る春までに使い切り、冬の食べ物として楽しんでいた。かつては家族全員や近隣住民が集まり共同作業でアイバル作りを行うこともしばしばあり、パプリカを焼く係、皮をむく係など手分けして調理した。主に用いられたRogaという品種は果実が赤く大きな角のような形で、果肉は厚く比較的皮がむきやすい。この品種は平年であれば9月末頃に熟す。

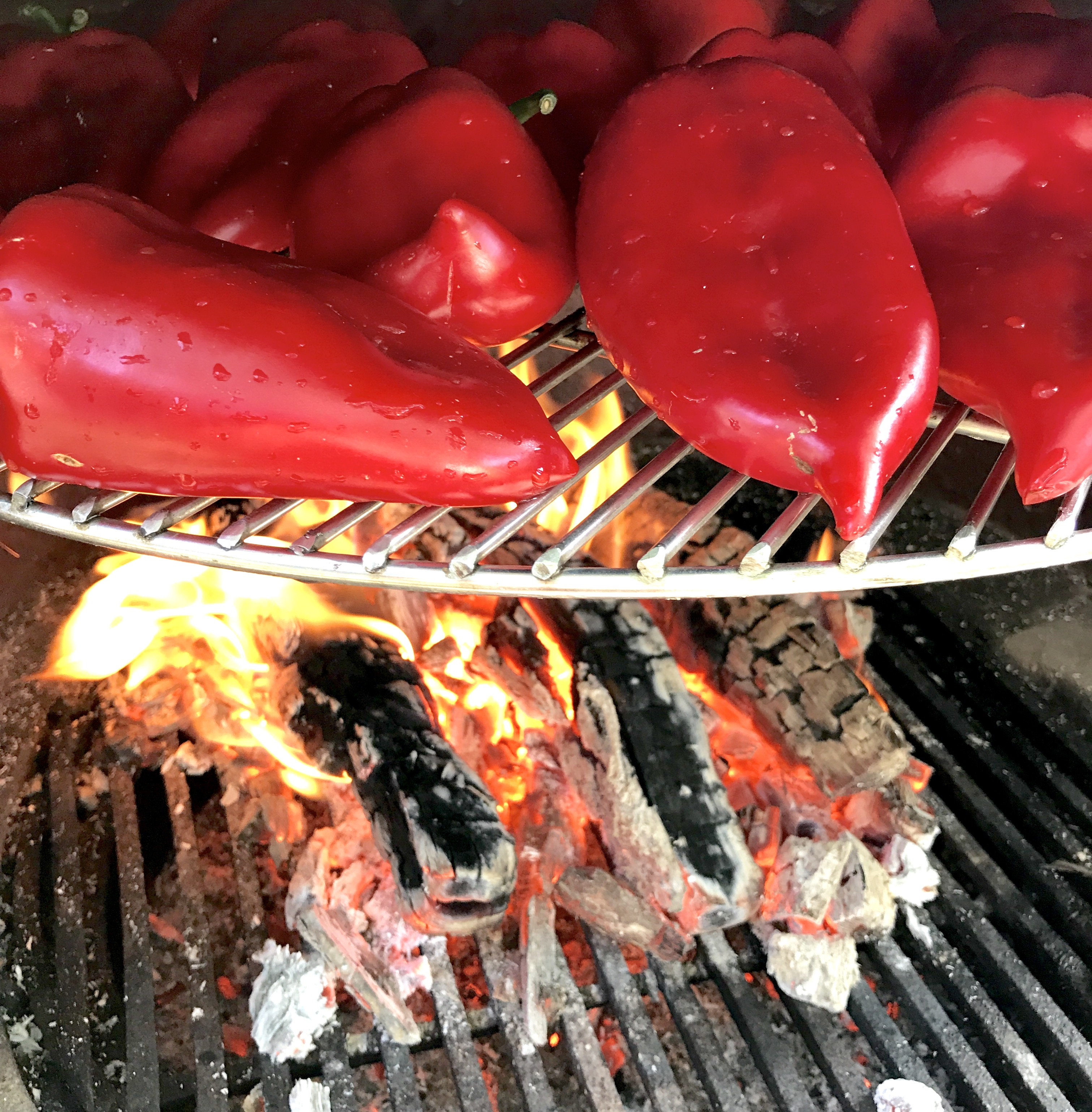
薪のコンロで網焼き

アイバル作りは、まずパプリカとナスを丸ごと鉄板や網に載せて素焼きにしたり、オーブン焼きにする。焼けたパプリカは粗熱をとり、皮がむきやすくなったら注意深くむいて種を取り除く。これをフードプロセッサーで細かく刻むか、みじん切りにして（後者のみじん切りにしたものは一般にピンジュルと呼ぶ）、大きな鍋で数時間煮る。水気を飛ばして濃縮し保存性を高め、ひまわり油とニンニクを加えてさらに煮詰める。最後に塩を加えて調味すると熱いうちに直接、ガラス瓶に移し、すぐに密閉する。酢を入れる場合もある。

## 市販品

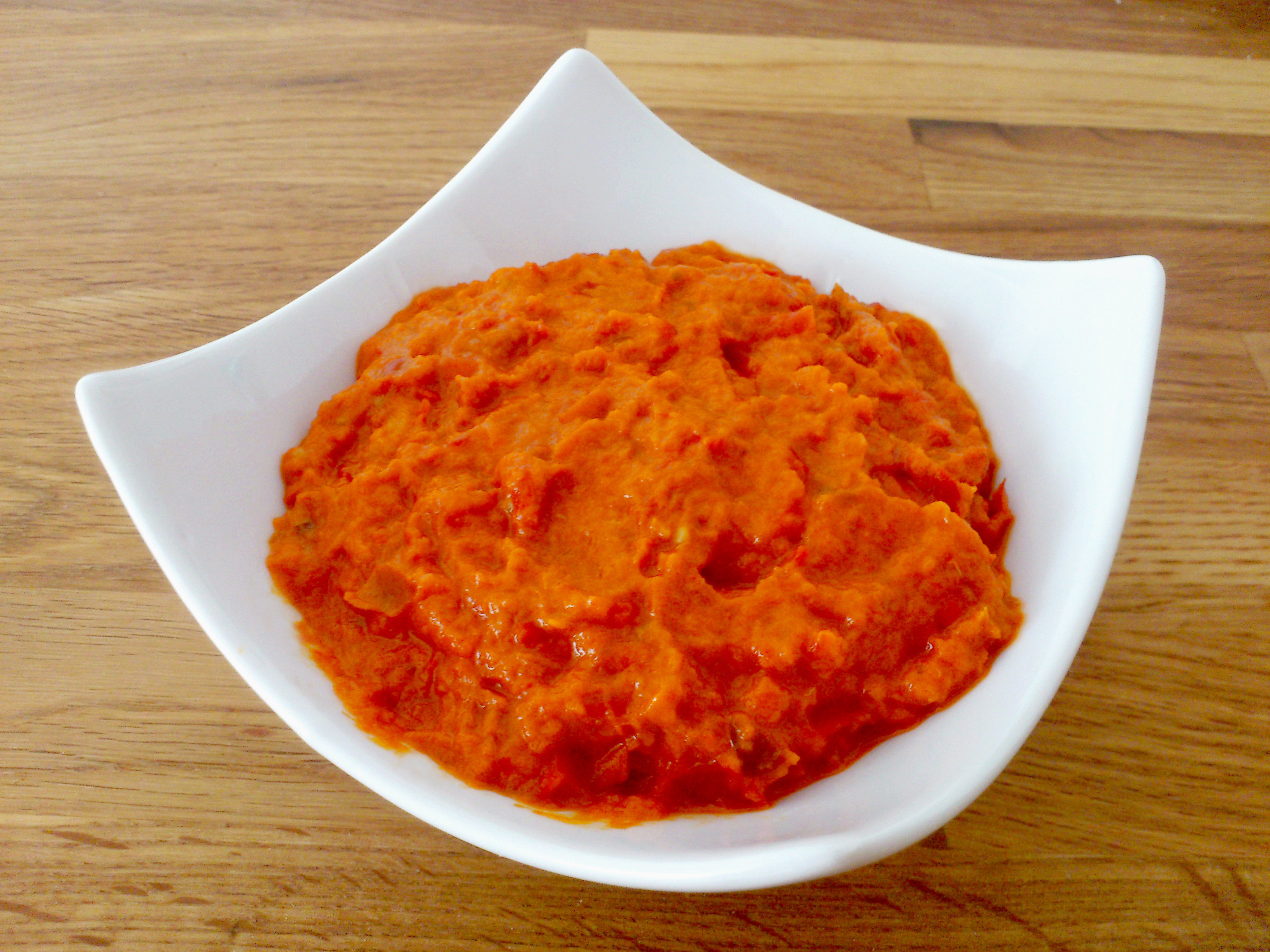
市販のアイバル。

アイバルは、ボスニア、クロアチア、セルビアとマケドニアを含む様々な国で作られている。2004年現在、セルビアではアイバル用の加工パプリカが年間640トン生産されている。
アイバルはトウガラシの酢漬け、トマトの酢漬けなどとともに、いわゆる「冬ごもりの食品」（zimnica）の1つに数えられ、本格的な冬入り直前に瓶詰めの加工食品として整える。